# Bernhard Walde
Bernhard Walde (* 2. November 1886 in München; † 11. Dezember 1938 in Breslau) war ein deutscher katholischer Theologe und Alttestamentler.
Walde studierte Philosophie am Lyzeum Passau und Theologie an der Universität München als Alumne des Herzoglichen Georgianums. 1911 wurde er zum Dr. theol. in München promoviert. Am 29. September 1911 wurde er in Passau zum Priester geweiht. Ab 1913 studierte er an der Universität Berlin und wurde 1916 in München habilitiert. Dort lehrte er als Privatdozent für Alttestamentliche Exegese und Biblisch-orientalische Sprachen. 1921 wurde er dort a.o. Professor für Alttestamentliche Exegese und Biblisch-orientalische Sprachen mit Lehrauftrag für Theologische Enzyklopädie und Religionsgeschichte. 1924 wechselte er als an die Philosophisch-Theologische Hochschule Dillingen, wo er 1931 o. Professor wurde. Im November 1933 unterzeichnete er das Bekenntnis der deutschen Professoren zu Adolf Hitler. 1937 wechselte er Professor für Alttestamentliche Exegese an die Universität Breslau. Von 1930 bis 1938 war er Mitherausgeber der Biblischen Zeitschrift. Er war ein Spezialist für die Hebraisten im Spätmittelalter.

## Schriften
- Die Esdrasbücher der Septuaginta. Ihr gegenseitiges Verhältnis. Dissertation. Freiburg im Breisgau 1913.
- Christliche Hebraisten Deutschlands am Ausgang des Mittelalters. Habilitation. In: Johannes Simon Nikel (Hrsg.): Alttestamentliche Abhandlungen. Band 6, Heft 2. und 3. Aschendorffsche Verlagsbuchhandlung, Münster 1916 (uni-frankfurt.de).
- Johannes Eck. Explanatio psalmi vigesimi (1538). In: Bernhard Walde (Hrsg.): Corpus Catholicorum. Band 13. Münster 1928.